# Wadjewa
Wadjewa (vroeger Wajewa) is een centraal gelegen streek in het regentschap West-Soemba op het eiland Soemba in de provincie Oost-Nusa Tenggara, onderdeel van de Zuidoost-Aziatische eilandrepubliek Indonesië.
Tegenwoordig is Wadjewa ruwweg onder te verdelen in de vier administratieve onderdistricten (kecamatan) Noord-Wadjewa, Oost-Wadjewa, West-Wadjewa en Zuid-Wadjewa. Het gebied heeft zijn eigen taal, het Wadjewaas.